# 1938 en cyclisme
| Années du cyclisme : 1935 - 1936 - 1937 - 1938 - 1939 - 1940 - 1941    |
| Décennies du cyclisme : 1900 - 1910 - 1920 - 1930 - 1940 - 1950 - 1960 |

Les faits marquants de l'année 1938 en cyclisme

## Par mois

### Mars
- 1er mars : le Français Lucien Lauk gagne le Grand Prix de Cannes.
- 6 mars : l'Italien Pierino Favalli gagne Milan-Turin.
- 13 mars : le Belge joseph Huts gagne le Tour du Limbourg.
- 19 mars : Giuseppe Olmo gagne Milan-San Remo pour la deuxième fois.
- 26 mars : l'Italien Aldo Bini gagne Milan-Modène pour la troisième année d'affilée.
- 27 mars : le Belge Jules Lowie gagne Paris-Nice.

### Avril
- 3 avril : le Français Pierre Jaminet gagne le Critérium national de la route.
- 3 avril : l'Italien Gino Bartali gagne les Trois vallées varésines.
- 3 avril : l'Italien Edoardo Taddei gagne la Coupe M.A.T.E.R.
- 3 avril : le Belge Sylvain Grysolle gagne le Circuit des Régions Flamandes.
- 10 avril : le Belge Edgar de Caluwé gagne le Tour des Flandres.
- 10 avril : l'Italien Mario Vicini gagne le Tour de Toscane.
- 17 avril : Lucien Storme remporte Paris-Roubaix.
- 17 avril : l'Italien Giuseppe Martano gagne le Grand Prix de Fréjus.
- 21 avril : l'Italien Giuseppe Olmo gagne le Tour de Campanie.
- 24 avril : le Belge Marcel Kint gagne Paris-Bruxelles.
- 24 avril : le Français René Vietto gagne la Polymultipliée.

### Mai
- 1er mai : le Belge Emile Masson Junior gagne la Flèche wallonne.
- 1er mai : le Néerlandais Théo Middelkamp gagne le Grand Prix Hoboken.
- 5 mai le Suisse Hans Martin gagne le Championnat de Zurich.
- 7 mai : départ du Tour d'Italie.
- 8 mai : l'Italien Jules Rossi gagne Paris Tours.
- 11 mai : le Belge Alfons Deloor gagne Liège-Bastogne-Liège.
- 11 mai : le Français Marcel Laurent gagne Bordeaux-Paris.
- 23 mai : le Belge François Neuville gagne le Tour de Belgique.
- 29 mai : le Belge Adolf Braeckeveldt gagne le Grand Prix de Wallonie pour la deuxième fois.

### Juin
- 2 juin : Giovanni Valetti gagne le Tour d'Italie.
- 2 juin : le Belge Hubert Godart gagne Gand-Wevelgem.
- 5 juin : l'Italien Pierino Favalli gagne le Tour de Romagne. L'épreuve ne reprendra qu'en 1943.
- 5 juin : le Français Joseph Magnani gagne le Grand Prix d'Antibes.
- 6 juin : le Français Lucien Le Guevel gagne le Tour de l'Oise.
- 18 juin : le Luxembourgeois Matthias Clemens devient champion du Luxembourg sur route.
- 19 juin : l'Italien Pietro Rimoldi gagne le Tour du Piémont.
- 19 juin : le Suisse Léo Amberg conserve son titre de champion de Suisse sur route.
- 19 juin : le Belge Petrus Van Theemsche devient champion de Belgique sur route.
- 19 juin : le Français Paul Maye devient champion de France sur route.
- 20 juin : le Néerlandais Théo Middelkamp devient champion des Pays-Bas sur route.
- 21 juin : le Français Pierre Chazaud gagne le Manx Trophy.
- 21 juin : le Français Aldo Bertocco gagne le Tour du Doubs.
- 25 juin : l'Allemand Herman Schild gagne le Tour d'Allemagne.
- 25 juin : le Belge Lucien Vlaeminck gagne le Tour de Luxembourg.
- 27 juin : l'Espagnol Federico Ezquerra gagne le Grand Prix de Villafranca.

### Juillet
- 3 juillet : le Français Gabriel Dubois gagne le Grand Prix de Fourmies pour la deuxième fois.
- 5 juillet : départ du Tour de France. C'est la fin de la catégorie des individuels autrefois nommés touristes-routiers. A leurs places sont constitués en plus des traditionnelles équipes de France, Belgique, Italie et d'Allemagne  (qui comptent cette année 12 coureurs), les équipes de Hollande, Espagne, Suisse et Luxembourg qui comptent 6 coureurs dans leurs rangs. Une équipe française dite "les cadets" (en fait une équipe de France B, avec le Français André Leducq pour leader) et une autre dite "les Bleuets" complètent le peloton. Le Français Roger Lapébie n'est pas sélectionné en équipe de France pour défendre son titre de vainqueur sortant du Tour, il est le bouc émissaire qui permet le retour de l'équipe de Belgique dans la course, alors que Lapébie n'est pour rien dans les événements qui ont provoqué l'abandon des Belges en 1937. Le Barème des bonifications est modifié, seuls les vainqueurs d'étapes gagnent 1 minute de bonification aux arrivées. Les cols comptant pour le Grand Prix de la montagne octroient 1 minute de bonifications aux sommets, plus l'écart enregistré avec les seconds aux sommets de ces cols. l'Allemand Willy Oberbeck gagne détaché la 1re étape Paris-Caen, 2eme l'Italien Aldo Bini à 10 secondes, 3eme le Néerlandais Théo Middelkamp même temps, le peloton est morcelé et le Belge Sylvère Maes 17eme à 56 secondes remporte le sprint du groupe des favoris. Au classement général Oberbeck prend le maillot jaune, 2eme Bini à 1 minute 10 secondes, 3eme Middelkamp même temps.
- 6 juillet le Luxembourgeois Jean Majerus gagne au sprint la 2eme étape du Tour de France Caen-Saint Brieuc, 2eme le Français Jean Marie Goasmat, 3eme l'Allemand Otto Werkerling tous même temps. D'autres hommes sont intercalés dont l'allemand Willy Oberbeck 18eme à 3 minutes 7 secondes et le Belge Sylvère Maes 29eme à 5 minutes 12 secondes remporte le sprint du peloton où se trouve l'Italien Aldo Bini. Le Néerlandais Théo Middelkamp termine 68eme à 7 minutes 32 secondes Au classement général, Majerus prend le maillot jaune, 2eme Werkerling à 32 secondes, 3eme Leducq (7eme de l'étape même temps que Majerus) à 52 secondes. À noter l'abandon du Français René Vietto accroché par une auto, c'est le deuxième coureur, après le Français Paul Maye le premier jour, à être victime d'une auto. Il est grand temps de neutraliser le parcours de la course. le nombre d'auto sur les routes n'est plus celui de 1903.
- 7 juillet : le Néerlandais Gerrit Schulte gagne au sprint la 3eme étape du Tour de France Saint Brieuc-Nantes, 2eme le Belge Eloi Meulenberg, 3eme le Suisse Paul Egli puis tout le peloton.
- 8 juillet : la 1re demi-étape de la 4eme étape du Tour de France Nantes-La Roche sur Yon est remportée au sprint  par le Belge Eloi Meulenberg, 2eme l'Italien Glauco Servadeï, 3eme l'Italien Aldo Bini puis tout le peloton.
- La 2eme demi-étape La Roche sur Yon-La Rochelle est remportée au sprint par le Belge Eloi Meulenberg, 2eme l'Italien Glauco Servadeï, 3eme le Français Oreste Bernardoni puis tout le peloton.
- La 3eme demi-étape La Rochelle-Royan est remportée par le Belge Félicien Vervaecke, 2eme le Néerlandais Janus Hellemans à 18 secondes, 3eme l'Italien Glauco Servadeï puis tout le peloton. Il y a repos le 9 juillet.
- 10 juillet : le Belge Eloi Meulenberg gagne au sprint la 5eme étape du Tour de France Royan-Bordeaux, 2eme l'Italien Glauco Servadeï, 3eme l'Italien Aldo Bini puis le groupe des favoris tous même temps. L'Allemand Otto Werkerling arrive 69eme à 1 minute 16 secondes et quitte le podium. Au classement général : 1er le Luxembourgeois Jean Majerus, 2eme le Français André Leducq à 52 secondes, 3eme le Français Antonin Magne à 1 minute
- 11 juillet : la 1re demi-étape de la 6eme étape du Tour de France Bordeaux-Arcachon est remportée, au sprint devant un groupe de 7 coureurs, par l'Italien Jules Rossi, 2eme l'Italien Giordano Cottur, 3eme le Français Georges Naisse tous même temps. L'Italien Glauco Servadeï 8eme à 3 minutes 38 secondes remporte le sprint du peloton.
- La 2eme demi-étape Arcachon-Bayonne est remportée, au sprint devant un groupe de 6 hommes, par l'Italien Glauco Servadei, 2eme l'Italien Jules Rossi, 3eme l'Allemand Heinz Wengler, 4eme le Français Raoul Lesueur, 5eme le Français André Leducq, 6eme l'Italien Giuseppe Martano. l'Italien Aldo Bini 7eme à 1 minute 40 secondes remporte le sprint du peloton où se trouvent tous les favoris. Au classement Leducq prend le maillot jaune, 2eme Wengler à 26 secondes, 3eme le Luxembourgeois Jean Majerus à 48 secondes.
- 12 juillet : le Néerlandais Théo Middelkamp gagne au sprint la 7eme étape du Tour de France Bayonne-Pau, 2eme l'Allemand Heinz Wengler, 3eme le Belge Eddy Vissers tous même temps, 4eme l'Espagnol Julian Berrendero à 11 secondes et le Français Jean Fréchaut 5eme à 13 secondes remporte le sprint du peloton. Pas de changement en tête du classement général. Il y a repos le 13 juillet.
- 14 juillet le Belge Félicien Vervaecke gagne la 8eme étape du Tour de France Pau-Luchon qui emprunte les cols de l'Aubisque, du Tourmalet, d'Aspin et de Peyresourde, 2eme le Belge Eddy Vissers même temps, 3eme l'Italien Gino Bartali à 55 secondes, 4eme le Français Jean Marie Goasmat à 4 minutes 12 secondes. L'heure du déclin sonne pour les Français Antonin Magne et André Leducq respectivement 27eme à 20 minute 21 secondes et 46eme à 25 minutes 18 secondes. Le Luxembourgeois Jean Majerus finit 43eme à 24 minutes 44 secondes. Quant au Belge Sylvère Maes, il est méconnaissable, 63eme à 29 minutes 38 secondes. Bartali a survolé l'étape raflant les bonifications à l'Aubisque au Tourmalet et à Aspin, mais un bris de roue dans la descente du col d'Aspin lui fait perdre le gain de l'étape. A noter que le Français Georges Speicher est exclu du Tour pour s'être accroché à une Auto dans les cols, Speicher aurait mérité une sortie plus glorieuse avec son statut d'ancien vainqueur du Tour, car il ne participera plus à l'épreuve.  Au classement Vervaecke prend le maillot jaune, 2eme Bartali à 2 minutes 18 secondes, 3eme Goasmat à 5 minutes 9 secondes. Il y a repos le 15 juillet.
- 16 juillet : le Français Jean Frechaut gagne la 9eme étape du Tour de France Luchon-Perpignan qui emprunte seulement les cols des Ares et de Portet d'Aspet (pour éviter de passer trop près de la frontière avec l'Espagne, alors en pleine guerre civile), 2eme l'Italien Enrico Mollo, 3eme le Français Antonin Magne tous même temps. D'autres coureurs sont intercalés et l'Italien Glauco Servadeï 8eme à 2 minutes 47 secondes remporte le sprint du peloton. Faisant flèche de tous bois, l'Italien Gino Bartali va chercher des bonifications dans les cols du jour. Au classement général, le Belge Félicien Vervaecke ne possède plus que 53 secondes d'avance sur Bartali 2eme et 5 minutes 9 secondes sur le Français Jean Marie Goasmat 3eme.
- 17 juillet : la 1re demi-étape de la 10eme étape du Tour de France Perpignan-Narbonne est remportée par le Néerlandais Anton Van Schendel, 2eme l'Italien Aldo Bini à 9 secondes qui remporte le sprint du peloton, 3eme le Belge Félicien Vervaecke. Pas de changement en tête du classement général.
- La 2eme demi-étape contre la montre Narbonne-Béziers est remportée par le Belge Félicien Vervaecke, 2eme l'Italien Mario Vicini à 35 secondes, 3eme le Luxembourgeois Mathias Clemens à 40 secondes, 4eme le Français Antonin Magne à 49 secondes, 5eme le Belge Eddy Vissers à 1 minute 4 secondes. L'Italien Gino Bartali finit 19eme à 1 minute 52 secondes et le Français Jean Marie Goasmat termine 28eme à 2 minutes 46 secondes. Au classement général : 1er Vervaecke, 2eme Bartali à 3 minutes 45 secondes, 3eme Vissers à 7 minutes 46 secondes.
- La 3eme demi-étape Béziers-Montpellier est remportée, au sprint devant un groupe de 9 coureurs, par le Français Antonin Magne, 2eme le Belge Constant Lauwers, 3eme le Luxembourgeois Arsène Mersch, le Français Jean Fontenay 10eme à 1 minute 9 secondes remporte le sprint du peloton. Pas de changement en tête du classement général.
- 18 juillet : l'Italien Gino Bartali gagne au sprint la 11eme étape du Tour de France Montpellier-Marseille qui emprunte le col de la Gineste et s'achève au stade vélodrome, 2eme le Belge Félicien Vervaecke, 3eme le Français André Leducq puis le groupe des favoris où ne figure pas le Belge Eddy Vissers 25eme à 3 minutes 48 secondes. Au classement général Vervaecke encore maillot jaune perd au profit de Bartali, 2eme à 2 minutes 45 secondes, la bonification qu'il convoitait, 3eme Eddy Vissers à 11 minutes 34 secondes.
- 19 juillet : le Français Jean Frechaut gagne, au sprint devant un groupe de 12 coureurs, la 12eme étape du Tour de France Marseille-Cannes, 2eme le Français Yvan Marie, 3eme le Français André Leducq, 9eme le Français Victor Cosson tous même temps, d'autres coureurs arrivent intercalés. Le sprint du peloton est remporté par le Français Raoul Lesueur 22eme à 4 minutes 40 secondes, le Belge Eddy Vissers 35eme même temps, perd sa place sur le podium. Au classement général : 1er le Belge Félicien Vervaecke, 2eme l'Italien Gino Bartali à 2 minutes 45 secondes, 3eme Cosson à 8 minutes 45 secondes. Il y a repos le 20 juillet.
- 21 juillet : le Français Dante Gianello gagne la 13eme étape du Tour de France Cannes-Digne, qui après un premier passage à Nice y revient après avoir emprunté les cols de Braus, de Castillon et la Turbie (la boucle de Sospel) puis le col de Leques, 2eme le Français Jean Marie Goasmat même temps, 3eme le Belge François Neuville à 1 minute 21 secondes, 7eme le Luxembourgeois Mathias Clemens à 3 minutes 45 secondes. D'autres hommes sont intercalés et l'Italien Glauco Servadeï 12eme à 5 minutes 11 secondes remporte le sprint du groupe des favoris. Il est à noter que la bonification au sommet de Braus a été attribuée à l'Italien Gino Bartali alors que c'est le Belge Félicien Vervaecke qui a franchi le sommet en tête. Ce dernier est sanctionné pour avoir " balancé"  Bartali d'un coup d'épaule dans ce sprint du Grand Prix de la montagne. Au classement général 1er Vervaecke, 2eme Bartali à 1 minute 5 secondes, 3eme Clemens à 6 minutes 29 secondes.
- 22 juillet : l'Italien Gino Bartali gagne en solitaire la 14eme étape du Tour de France Digne-Briançon qui emprunte les cols d'Allos, de Vars et de l'Izoard, 2eme l'Italien Mario Vicini à 5 minutes 18 secondes, 3eme le Luxembourgeois Mathias Clemens à 6 minutes 48 secondes, 4eme l'Italien Glauco Servadeï à 11 minutes 18 secondes. Le Belge Félicien Vervaecke 10eme à 17 minutes 22 secondes déçoit et perd le maillot jaune. Au classement général, avec les bonifications Bartali prend le maillot jaune, 2eme Mathias Clemens à 17 minutes 45 secondes, 3eme Vervaecke à 21 minutes 30 secondes.
- 23 juillet : le Belge Marcel Kint gagne, détaché devant ses 8 compagnons d'échappée, la 15eme étape du Tour de France Briançon-Aix les Bains qui emprunte les cols du Galibier, du Télégraphe et pour la première fois le col de l'Iseran, 2eme le Belge Jules Lowie à 12 secondes, 3eme l'Italien Gino Bartali, 4eme le Français Victor Cosson, 8eme le Belge Félicien Vervaecke tous même temps. Le Français Antonin Magne 9eme à 15 minutes 43 secondes remporte le sprint des meilleurs poursuivants devant le Belge François Neuville 10eme. Le Français Pierre Gallien 11eme à 25 minutes 6 secondes remporte le sprint du gros du peloton où figure le Luxembourgeois Mathias Clemens 20eme. Au classement général : 1er Bartali le maillot jaune, 2eme Vervaecke à 20 minutes 2 secondes, 3eme Cosson à 28 minutes 56 secondes  Il y a repos le 24 juillet.
- 25 juillet : le Belge Marcel Kint gagne, au sprint devant ses 3 compagnons d'échappée, la 16eme étape du Tour de France Aix les Bains-Besançon qui emprunte le col de la Faucille, 2eme le Français Yvan Marie, 3eme le Belge Albertin Disseaux, 4eme le Français Oreste Bernardoni, le Suisse Paul Egli 5eme à 1 minute 30 secondes remporte le sprint du peloton. Au classement général avec la bonification au sommet de la Faucille : 1er l'Italien Gino Bartali, 2eme le Belge Félicien Vervaecke à 21 minutes 17 secondes, 3eme le Français Victor Cosson à 30 minutes 11 secondes.
- 26 juillet : la 1re demi-étape de la 17eme étape du Tour de France Besançon-Belfort est remportée par le Belge Emile Masson Junior, 2eme l'Allemand Otto Werkerling même temps, 3eme le Français Jean Fréchaut  à 2 minutes 8 secondes. D'autres coureurs sont intercalés et l'Italien Aldo Bini 12eme à 6 minutes 14 secondes remporte le sprint du peloton.
- La 2eme demi-étape Belfort-Strasbourg est remportée par le Français Jean Frechaut, 2eme le Belge Constant Lauwers, 3eme le Luxembourgeois Jean Majerus puis tout le peloton. Pas de changement en tête du classement général.
- 27 juillet : le Belge Marcel Kint gagne détaché la 18eme étape du Tour de France Strasbourg-Metz qui emprunte le col de Saverne, 2eme le Français Lucien Le Guevel, 3eme le Français André Leducq, 3eme le Luxembourgeois Mathias clemens, 5eme le Français Jean Fontenay tous même temps. Le Luxembourgeois Arsène Mersch 6eme à 13 secondes remporte le sprint du peloton.
- 28 juillet : le Français Fabien Galateau gagne, au sprint devant un groupe de 7 coureurs, la 19eme étape du Tour de France Metz-Reims, 2eme le Français Lucien Le Guevel, 3eme l'Italien Bruno Carini.  Le Suisse Paul Egli remporte le sprint du peloton. Pas de changement en tête du classement général.
- 29 juillet : la 1re demi-étape de la 20eme étape du Tour de France Reims-Laon est remportée au sprint par l'Italien Glauco Servadei, 2eme l'Italien Aldo Bini, 3eme le Belge François Neuville puis tout le peloton.
- La 2eme demi-étape contre la montre Laon-Saint Quentin est remportée par le Belge Félicien Vervaecke, 2eme le Belge Eddy Vissers à 21 secondes, 3eme le Français Victor Cosson à 1 minute 5 secondes, 4eme l'Italien Giordano Cottur à 1 minute 16 secondes, 5eme le Belge Sylvère Maes à 1 minute 18 secondes, 8eme l'Italien Gino Bartali à 1 minute 50 secondes. Au classement général : 1er Bartali, 2eme Vervaecke à 18 minutes 27 secondes, 3eme Cosson à 29 minutes 26 secondes.
- La 3eme demi-étape Saint Quentin-Lille est remportée par le Belge François Neuville, 2eme le Français Jean Fréchaut à 1 minute 19 secondes, 3eme le Belge Constant Lauwers même temps, 4eme le Luxembourgeois Jean Majerus à 5 minutes 9 secondes, 5eme à 7 minutes 25 secondes l'Italien Aldo Bini qui remporte le sprint du peloton.
- 31 juillet : Les Français Antonin Magne et André Leducq gagnent la 21eme et dernière étape Lille-Paris. Ils font leurs adieux au Tour en passant ensemble la ligne d'arrivée, en se tenant l'épaule, ils sont ovationnés par le public du Parc des Princes. Ils quittent le Tour, 11 ans après leurs débuts, sur cette victoire d'étape attribuée aux 2 hommes. Pour l'anecdote ils reçoivent chacun une amende de 100 francs pour ne pas avoir disputé le sprint pour la victoire. Mais les commissaires n'iront pas jusqu'à faire remarquer que la roue avant de Leducq a coupé en premier la ligne d'arrivée. La volonté des coureurs d'être classés tous les deux vainqueurs est respectée. Le 3eme est le Français Raymond Louviot à 5 secondes et après d'autres hommes intercalés, l'Italien Mario Vicini 7eme à 5 minutes 15 secondes remporte le sprint du peloton.  l'Italien Gino Bartali remporte le Tour de France, 2eme le Belge Félicien Vervaecke à 18 minutes 27 secondes, 3eme le Français Victor Cosson à 29 minutes 26 secondes. Bartali remporte aussi le Grand Prix de la montagne. Pour son dernier Tour Antonin Magne n'a pas été ridicule, terminant 8eme à 49 minutes et en glanant 2 victoires d'étapes. Quant à André Leducq 30eme à 1 heure 53 minutes, il aura réussi à porter une dernière fois le maillot jaune et à remporter sa 25eme victoire d'étapes sur le Tour, record qui perdurera jusqu'en 1974 et le règne du Belge Eddy Merckx

### Août
2 août : le Belge Antoine Dignef gagne le Grand Prix de l'Escaut. 
14 août : l'Italien Giovanni Valetti gagne le Tour de Suisse. 
14 août : l'Italien Secondo Magni gagne le Tour d'Ombrie. 
15 août : le Français Paul René Corallini gagne le Circuit de l'Indre. 
20 août : cette année le championnat d'Italie sur route se dispute sur une seule épreuve sur circuit, L'Italien Olimpio Bizzi est champion d'Italie sur route. 
21 août : l'Italien Luigi Ferrando gagne le Tour des Apennins. 
21 août : l'Espagnol Fermin Trueba devient champion d'Espagne sur route. 
21 août : le titre de champion de Grande-Bretagne sur route est pour la première fois organisé par la fédération National Cyclists' Union (NCU), le Britannique Jack Holmes devient champion de grande -Bretagne sur route. Il existe en Grande-Bretagne une autre fédération : British League of Racing Cyclists (BLRC) qui organisera un championnat rival en 1946.  
22 août : le Belge Lode Janssens gagne le Grand Prix de Zottegem. 
28 août : le Français Pierre Cloarec gagne le Grand Prix de Plouay. L'épreuve ne reprendra qu'en 1945. 
30 août : le Belge Frans Spiessens gagne la Coupe Sels. 

### Septembre
- 27 août-4 septembre : championnats du monde de cyclisme sur piste à Amsterdam (Pays-Bas). Le Néerlandais Arie Van Vliet est champion du monde de vitesse professionnelle. Le Néerlandais Jef Van de Vyver est champion du monde de vitesse amateur.
- 5 septembre : à Valkenburg (Pays-Bas) le Belge Marcel Kint devient champion du monde sur route des professionnels. Il devance les Suisses Paul Egli médaille d'argent et Léo Amberg médaille de bronze. Le Suisse Hans Knecht est champion du monde des amateurs. L'épreuve ne reprendra qu'en 1946.
- 15 septembre : le Belge Sylvain Grysolle gagne le Championnat des Flandres. L'épreuve ne reprendra qu'en 1941.
- 17septembre : le Luxembourgeois François Neuens gagne le Grand Prix de Genève. L'épreuve ne reprendra qu'en 1942.
- 18 septembre : le Français Louis Aimar gagne le Grand Prix des Nations. L'épreuve ensuite ne reprendra qu'en 1941.
- 25 septembre : l'Italien Cino Cinelli gagne le Trophée Bernocchi.

### Octobre
- 2 octobre : l'Italien Francesco Albani gagne le Trophée Moschini.
- 4 octobre : l'Italien Corrado Ardizzoni gagne le Tour d'Émilie.
- 16 octobre : l'Italien Secondo Magni gagne le Tour de Vénétie.
- 18 octobre : le Belge Albert Gijsen gagne le Grand Prix de clôture. L'épreuve ne reprendra qu'en 1943.
- 23 octobre : Cino Cinelli remporte le Tour de Lombardie.

### Novembre
13 novembre : le Français Amédée Rolland gagne Gênes-Nice. L'épreuve ne reprendra qu'en 1953.
Cette année le championnat d'Allemagne sur route se dispute aux points sur plusieurs épreuves, l'Allemand Josef Arents devient champion d'Allemagne sur route. (MERCI DE RENSEIGNER SUR LE NOM DES EPREUVES DISPUTEES ET LEURS DATES) 

## Principales naissances
- 11 janvier : Michel Pelchat, cycliste français († 1er avril 1975)
- 7 février : Franco Testa, cycliste italien.
- 9 mars : Joseph Carrara, cycliste français.
- 10 mars : Joseph Velly, cycliste français.
- 3 avril : Bas Maliepaard, cycliste néerlandais.
- 4 avril : Émile Daems, cycliste belge.
- 27 avril : Sergeï Teretschenkov, cycliste soviétique.
- 30 septembre : Angelo Damiano, cycliste italien († 17 novembre 1999)
- 30 octobre : Alla Baguiniantz, cycliste soviétique.
- 6 novembre : Marino Vigna, cycliste italien.
- 27 décembre : Rolf Wolfshohl, cycliste allemand.

## Principaux décès
- 7 juin : Victor Dupré, cycliste français (° 11 mars 1884)
- 29 août : Cesare Facciani, cycliste italien (° 21 juillet 1905)
- 23 octobre : Alphonse Baugé, cycliste français et directeur d'équipe (° 2 août 1873)